# Мала Звірева
Мала Зві́рева (рос. Малая Зверева) — присілок у складі Ірбітського міського округу Свердловської області.
Населення — 35 осіб (2010, 39 у 2002).
Національний склад населення станом на 2002 рік: росіяни — 97 %.